# Mandera

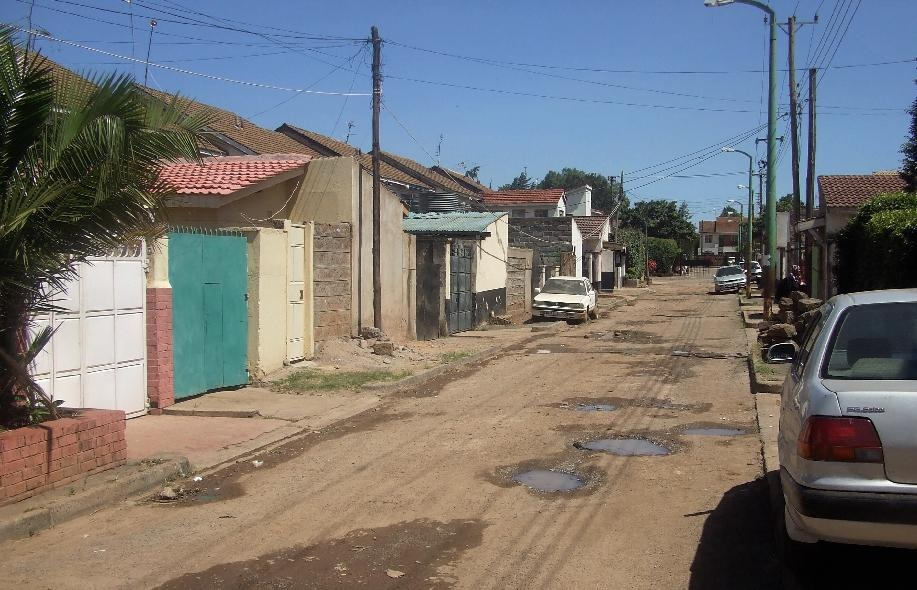
Mandera

Mandera är huvudort i distriktet Mandera i Nordöstra provinsen i Kenya. Centralorten hade 57 692 invånare vid folkräkningen 2009, med 87 692 invånare inom hela stadsgränsen.